# Élections législatives népalaises de 2017
Les élections législatives népalaises de 2017 se déroulent les 26 novembre et 7 décembre 2017 au Népal pour élire les 275 députés de la Chambre des représentants et ainsi remplacer l'Assemblée constituante dont le mandat doit prendre fin le 21 janvier 2018. Les élections ont lieu en deux temps, le nord du pays votant en novembre, et le sud le mois suivant. Des élections provinciales ont lieu simultanément.
Ces législatives sont les premières organisées sous la nouvelle Constitution népalaise de 2015, mettant un terme à la longue transition ayant transformée la monarchie unitaire en une république fédérale. Elles voient la très nette victoire de l'alliance du Parti communiste marxiste-léniniste unifié (centre-gauche, malgré son nom) et du Parti communiste maoïste (extrême-gauche) qui remporte plus de 60 % des sièges. Le Congrès népalais (centre-gauche) du Premier ministre sortant Sher Bahadur Deuba est nettement distancé. K. P. Oli est attendu comme prochain premier ministre du Népal.
Une crise post électorale empêche néanmoins la formation d'un nouveau gouvernement pendant plusieurs semaines. Les élections législatives et provinciales sont en effet immédiatement suivies d'une lutte de pouvoir entre le gouvernement sortant du congrès népalais et les dirigeants de la coalition de gauche sur les modalités de composition de la chambre haute du parlement, l'assemblée nationale, bloquant l'attribution des sièges remportés aux législatives jusqu'en février 2018, l'intervention de la présidente du Nepal Bidya Devi Bhandari mettant finalement fin à la crise,. Les élections à l'Assemblée nationale népalaise ont finalement lieu le 7 février et la répartition des sièges à la chambre est finalement confirmée le 10 par la Commission électorale népalaise. Khadga Prasad Oli (PCM-LU) devient Premier Ministre le 15 février 2018, soutenu par une coalition communiste élargie au Forum fédéral socialiste, obtenant ainsi le soutien d'une majorité des deux tiers du parlement pour la première fois depuis plus de soixante ans.

## Contexte
Ces élections sont les premières depuis 1999 à concerner une simple assemblée législative et non une assemblée constituante. Des élections constituantes ont en effet lieu en 2008 et en 2013 des suites de la révolution ayant mis fin à la monarchie népalaise. Une nouvelle constitution est ainsi promulguée le 20 septembre 2015, introduisant notamment le bicamérisme dans le pays.
Cette période de transition s'est révélée très instable pour le pays, qui a connu dix gouvernements en onze ans, et un retour a une certaine stabilité est espéré. Le système électoral a ainsi été modifié dans l'optique d'une diminution du nombre de partis siégeant au parlement, au nombre de trente aux dernières élections, tandis que la procédure de renversement du gouvernement a été rendue plus difficile.

## Système électoral
Le Népal est dotée d'un parlement bicaméral, dit Parlement fédéral composé d'une chambre haute, l'Assemblée nationale, composée de 59 membres élus au scrutin indirect pour six ans, renouvelée par tiers tous les deux ans, et d'une chambre basse, la Chambre des représentants, qui se compose de 275 députés élus pour un mandat de cinq ans selon un mode de scrutin parallèle.
Sont ainsi à pourvoir 165 sièges au scrutin uninominal majoritaire à un tour dans autant de circonscriptions électorales, auxquels se rajoutent 110 sièges pourvus au scrutin proportionnel plurinominal de liste avec seuil électoral de 3 % dans une unique circonscription nationale. Les électeurs votent ainsi sur deux bulletins de vote séparés. Les députés élus au scrutin majoritaire mais appartenant à un parti ayant échoué à atteindre le seuil électoral sont classifiés au parlement comme indépendants.
Le tracé des circonscriptions électorales est mis en œuvre par une commission de cinq membres présidé par un ancien juge de la cour suprême népalaise, Kamal Narayan Das, dont les résultats sont rendus publics le 30 aout 2017. En accord avec l'article 286-12 de la nouvelle constitution népalaise, le tracé de ces circonscriptions ne pourra être modifié qu'une fois passé un délai de vingt ans.
Chaque parti se voit attribuer un logotype officiel représentant un objet dessiné de manière simple et reconnaissable, afin que mêmes les individus ne sachant ni lire ni écrire puissent voter. L'analphabétisme touche en effet près de 40 % de la population au Népal.

## Conditions de candidature
Pour être candidat, les conditions suivantes doivent être réunies :
- Être citoyen du Népal
- Avoir au moins 25 ans
- Ne pas avoir de casier judiciaire
- Ne pas être sujet à une inéligibilité issue d'une loi fédérale
- Ne pas occuper de poste dont la rémunération est assurée par le gouvernement népalais

## Forces en présences
49 partis se présentent pour ces élections, qui voient principalement s'affronter deux forces. Le Congrès népalais (centre, pro-indien) allié aux ex-royalistes du Parti populaire national ainsi qu'au Parti démocratique et au Forum fédéral socialiste, des partis se réclamant des madhesis, un peuple des plaines du sud du Népal longeant la frontière avec l'Inde, contre une coalition de gauche réunissant les ex-rebelles du Parti communiste maoïste (extrême gauche) et le Parti communiste marxiste-léniniste unifié (gauche à centre gauche), considérés comme alliés au cours de la campagne et favorables à Pékin,.

## Résultats
|                           |                                                        |                 |                 |                 |                 |                  |                  |                  |                  |       |               |  |  |  |
| Partis                    | Partis                                                 | Proportionnelle | Proportionnelle | Proportionnelle | Proportionnelle | Circonscriptions | Circonscriptions | Circonscriptions | Circonscriptions | Total | +/-           |  |  |  |
| Partis                    | Partis                                                 | Voix            | %               | +/-             | Sièges          | Voix             | %                | Sièges           | +/-              | Total | +/-           |  |  |  |
|                           | Parti communiste marxiste-léniniste unifié (CPN (UML)) | 3 173 494       | 33,25           | 9,59            | 41              | 3 082 277        | 30,68            | 80               | 25               | 121   | 54            |  |  |  |
|                           | Congrès népalais (NC)                                  | 3 128 389       | 32,78           | 7,23            | 40              | 3 590 793        | 35,75            | 23               | 82               | 63    | 136           |  |  |  |
|                           | Parti communiste maoïste (CPN (MC))                    | 1 303 721       | 13,66           | 1,55            | 17              | 1 510 760        | 15,03            | 36               | 10               | 53    | 27            |  |  |  |
|                           | Parti populaire national (RJPN)                        | 472 254         | 4,95            | Nv.             | 6               | 458 409          | 4,56             | 11               | Nv.              | 17    | 17            |  |  |  |
|                           | Forum fédéral socialiste (FSFN)                        | 470 201         | 4,93            | Nv.             | 6               | 527 924          | 5,26             | 10               | Nv.              | 16    | 16            |  |  |  |
|                           | Parti des népalais rationnels (BSP)                    | 212 366         | 2,22            | Nv.             | 0               | 69 233           | 0,96             | 0                | Nv.              | 0     | en stagnation |  |  |  |
|                           | Parti national démocratique (RPP)                      | 196 782         | 2,06            | 0,69            | 0               | 118 318          | 1,18             | 1                | 2                | 1     | 12            |  |  |  |
|                           | Parti national démocratique (Uni) (RPP (U))            | 88 377          | 0,93            | Nv.             | 0               | 123 797          | 1,23             | 0                | Nv.              | 0     | en stagnation |  |  |  |
|                           | Parti de la nouvelle force (NSPN)                      | 81 837          | 0,86            | Nv.             | 0               | 84 037           | 0,84             | 1                | Nv.              | 1     | 1             |  |  |  |
|                           | Front populaire national (RJ)                          | 62 133          | 0,65            | 0,33            | 0               | 70 014           | 0,70             | 1                | 1                | 1     | 2             |  |  |  |
|                           | Parti des travailleurs et des paysans (NWPP)           | 56 141          | 0,59            | 0,12            | 0               | 52 668           | 0,52             | 1                | en stagnation    | 1     | 3             |  |  |  |
|                           | Parti communiste marxiste-léniniste (CPN (ML))         | 41 270          | 0,43            | 0,95            | 0               | 69 115           | 0,69             | 0                | en stagnation    | 0     | 5             |  |  |  |
|                           | Parti socialiste fédéral (FSPN)                        | 36 015          | 0,38            | 0,90            | 0               | 19 064           | 0,19             | 0                | en stagnation    | 0     | 5             |  |  |  |
|                           | Parti national de libération du peuple (RJP)           | 33 091          | 0,35            | 0,32            | 0               | 27 279           | 0,27             | 0                | en stagnation    | 0     | 2             |  |  |  |
|                           | Parti national démocrate uni (ERPP (N))                | 28 835          | 0,30            | Nv.             | 0               | 34 765           | 0,35             | 0                | Nv.              | 0     | en stagnation |  |  |  |
|                           | Parti populaire népalais (NJD)                         | 22 049          | 0,23            | 0,12            | 0               | 8 750            | 0,09             | 0                | en stagnation    | 0     | 1             |  |  |  |
|                           | Forum national démocrate fédéral (SLRM)                | 21 610          | 0,23            | Abs.            | 0               | 17 017           | 0,17             | 0                | Abs.             | 0     | en stagnation |  |  |  |
|                           | Autres partis (32)                                     | 116 179         | 1,22            | –               | 0               | 68 025           | 0,68             | 0                | –                | 0     | –             |  |  |  |
|                           | Indépendants                                           |                 |                 |                 |                 | 73 243           | 0,73             | 1                | 1                | 1     | 1             |  |  |  |
|                           |                                                        |                 |                 |                 |                 |                  |                  |                  |                  |       |               |  |  |  |
| Suffrages exprimés        | Suffrages exprimés                                     | 9 544 744       | 90,15           |                 |                 | 10 045 555       |                  |                  |                  |       |               |  |  |  |
| Votes blancs et invalides | Votes blancs et invalides                              | 1 042 777       | 9,85            |                 |                 |                  |                  |                  |                  |       |               |  |  |  |
| Total                     | Total                                                  | 10 587 521      | 100             | –               | 100             |                  | 100              | 165              | 75               | 275   | 300           |  |  |  |
| Abstentions               | Abstentions                                            | 4 840 210       | 31,37           |                 |                 |                  |                  |                  |                  |       |               |  |  |  |
| Inscrits/Participation    | Inscrits/Participation                                 | 15 427 731      | 68,63           | 15 427 731      |                 |                  |                  |                  |                  |       |               |  |  |  |

| ↓   |        |     |     |    |   |
| 53  | 121    | 16  | 17  | 63 | 5 |
| PCM | PCM-LU | FFS | PPN | CN | I |

## Analyse et conséquences

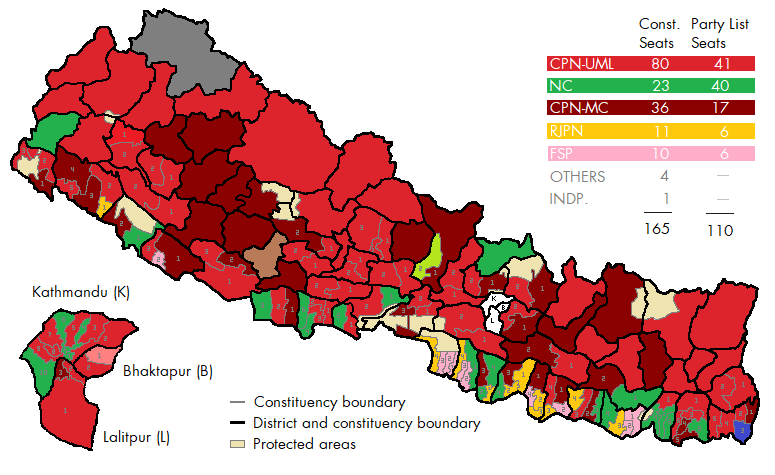
Partis arrivés en tête par circonscription au scrutin majoritaire

L'objectif d'une réduction du nombre de partis à la chambre semble atteint, cinq partis réunissant la quasi-totalité des sièges, sans pour autant aboutir à une absence importante de représentation, les partis ayant échoué à obtenir au moins un siège représentant moins de 5 % des votants.
Le Congrès népalais souffre des résultats de plusieurs scandales de corruption, de lutte interne, et d'une alliance contre nature entre les Madhesi, peuple minoritaire, et les royalistes, nationalistes. Surtout, son attitude, jugée complaisante, avec l'Inde a été reproché au parti, après que ce pays a fermé sa frontière en 2015-16 en réaction à des dispositions du projet de constitution restreignant la nationalité népalaise sur des critères ethniques, menant à un embargo de fait du Népal, notamment en carburant.
Les communistes ne mâchent au contraire pas leurs mots dans leurs attaques contre le gouvernement indien. Ils rassurent au cours de la campagne avec un discours centré sur le développement et la stabilité parlementaire, promettant de fusionner en un seul parti. Ils adoptent le slogan « La prospérité par la stabilité » et promettent de favoriser l'économie via les gouvernements des provinces nouvellement créées devant recueillir 50 % des revenus qu'elles produisent elles-mêmes.
Les élections provinciales ont eu lieu en même temps que ces législatives. Avec l'obtention de six provinces sur les sept que comporte le pays nouvellement fédéralisé, l'alliance des communistes devrait obtenir une large majorité à la chambre haute, l'Assemblée nationale, dont les membres sont élus au scrutin indirect par les membres des assemblées provinciales. L'alliance devrait ainsi disposer de plus des deux tiers des sièges au parlement. Un tel résultat leur offre également la possibilité de changer la constitution par voie parlementaire. En cas de maintien de leur unité la coalition semble bien partie pour diriger un gouvernement stable et durable sur la totalité du mandat de l'assemblée, après une décennie d'instabilité chronique.

## Crise post-électorale
Malgré la nette victoire de la coalition de gauche, un conflit avec le gouvernement sortant du Congrès népalais amène à un blocage pendant près d'un mois du processus électoral de la transition et à un gel de la formation d'un nouveau gouvernement.

### Contexte institutionnel
Selon la constitution népalaise de 2015, la chambre des représentants, chambre basse du parlement, est élue directement au cours de ces législatives. En parallèle, des élections provinciales organisées les mêmes jours permettent d'élire les assemblées des sept provinces fédérales nouvellement créées. Ces dernières élisent ensuite les membres de l'assemblée nationale, la chambre haute, à raison de 8 membres par provinces. Si la constitution ne détaille pas les modalités de ces élections indirectes qu'une loi électorale doit préciser, elle fixe cependant par l'article 84-8 un quota de femmes au parlement, fixé à 33 % du total des membres des deux chambres.

### Déroulement
L'alliance des deux partis communistes (PCM-LU et PCM) remporte la majorité absolue aux élections législatives ainsi que dans six des sept provinces. Le Congrès Népalais (CN) et ses alliés, notamment le Parti populaire national (PPN) et le forum fédéral socialiste (FFS), n'obtiennent ensemble une majorité que dans la deuxième province. Les élections municipales de 2017 s'étant achevée un peu plus tôt au mois de septembre par un échec similaire annonciateur de celui ci, le gouvernement du premier ministre Sher Bahadur Deuba modifie en octobre les modalités de l'élection de la chambre haute par les assemblées provinciales, passant par ordonnance du système majoritaire auparavant approuvé par consensus par les différents partis à un autre proportionnel, le scrutin à vote unique transférable (STV). Avec un système majoritaire, les communistes remporteraient en effet d'office la totalité des membres élus par les provinces qu'ils viennent alors de remporter, soit 48 des 56 membres élus, ne laissant ainsi aux autres partis que 8 sièges à se partager. Avec le STV, les communistes obtiendraient une partie des sièges de la province 2, mais ce système proportionnel permettrait également au CN et a ses alliés de remporter une partie des sièges des autres provinces.
Arguant que le quota d'un tier de femmes au parlement ne peut être atteint si les 275 sièges de la chambre basse sont attribués avant que les 56 de la chambre haute ne soit connus, le gouvernement conditionne l'attribution des sièges obtenus à la proportionnelle dans la première à l'élection de la seconde par le biais de sa nouvelle loi électorale. Il bloque de ce fait la formation du nouveau parlement et celle du gouvernement de la coalition de gauche.
La coalition de gauche s'insurge alors contre la modification de la loi électorale, faite dans un but qu'elle considère partisan. Le chef du PCM-LU, K.P.Oli, déclare considérer l'ordonnance comme inconstitutionnelle. La présidente du Népal Bidya Devi Bhandari membre du parti communiste marxiste léniniste unifié, fait le constat public d'une absence de consensus sur la question et refuse de signer la loi, appelant à un dialogue entre les deux camps,. Le FFS et le PPN se déclarent favorable au STV, tandis que le chef des maoistes, Pushpa Kamal Dahal, laisse entendre qu'une meilleure représentation des partis minoritaires ne serait pas une mauvaise chose. Cette apparente dissension entre les deux partis communistes provoque des rumeurs quant au bon déroulement de leur fusion annoncée, que Dahal démenti fortement les jours suivants. Après plusieurs semaines de rencontre entre les dirigeants des partis, aucun consensus n'est cependant trouvé, plongeant la fragile transition du Népal dans un blocage institutionnel.

### Dénouement
La présidente Bidya Devi Bhandari se résigne finalement le 29 décembre a signer l'ordonnance pour mettre un terme au blocage, malgré l'absence d'entente entre les partis. La mise en place des deux chambres du parlement est alors prévue pour janvier, puis fixée au 7 février. Le lendemain 30 decembre, Sher Bahadur Deuba assure que le Congrès Népalais n'a pas l'intention de  « s'accrocher au pouvoir » et qu'il passera la main au prochain gouvernement dès la fin du processus électoral.

## Formation du gouvernement
Après l'élection de la chambre haute le 7 février et les prestations de serments de l'ensemble des membres des parlements provinciaux et des deux chambres du parlement, ces dernières se réunissent finalement pour leur première session le 6 mars 2018. En accord avec la constitution, les membres les plus âgés président les chambres basse et haute avant l'élection de leurs présidents respectifs les 10 et 14 mars suivants. Le vote d'une motion de confiance au Premier Ministre Khadga Prasad Sharma Oli a lieu le 11 mars. Après plus d'une semaine de tractations, et tandis que les négociations pour l'unification en un seul parti de l'alliance des deux partis communistes (PCM-LU et PCM) sont toujours en cours, celui-ci parvient à faire entrer au gouvernement le Parti fédéral socialiste, en échange notamment d'un amendement de l'article 274 de la constitution devant permettre la possibilité d'une modification des limites des provinces, une demande remontant à la mise en place de la constitution en 2015,. Par cette alliance, les communistes évitent ainsi une conflictuelle non représentation des minorités ethniques ainsi que la possibilité de participer au gouvernement de la seconde province, celle-ci étant la seule où ils n'avait pas pu obtenir la majorité.
L'alliance du PCM-LU, du PCM et du PFS donne ainsi lieu au premier gouvernement népalais soutenu par une majorité des deux tiers depuis plus de soixante ans.
Le 17 mai 2018, le PCM-LU et le PCM fusionnent pour former le Parti communiste du Népal (PCN).